# 中国行政区划通史
《中国行政区划通史》是一套由复旦大学出版社出版的中国行政区划历史的系列丛书。内容涵盖从商朝、周朝到中华民国。一共13卷，其中卷3和卷6各有两册，从2007年到2016年陆续出版。复旦大学教授周振鹤主编，是中国首部综合性学术行政区划通史著作，中国新闻出版总署规划的国家重点出版项目。这套丛书的第二版于2017年9月出版。

## 各卷
1. 总论、先秦卷 （周振鹤、李晓杰 著）
首版：2009年1月，ISBN 978-7-309-05593-1，686页 
再版：2017年9月，ISBN 978-7-309-12696-9，690页 
2. 秦汉卷 （周振鹤、李晓杰、张莉 著）
首版：2016年11月，ISBN 978-7-309-11161-3，1174页 
再版：2017年9月，ISBN 978-7-309-12967-0，1176页 
3. 三国两晋南朝卷（两册） （胡阿祥、孔祥军、徐成 著）
首版：2014年12月，ISBN 978-7-309-10429-5，1730页 
再版：2017年9月，ISBN 978-7-309-12680-8，1730页 
4. 十六国北朝卷 （牟发松、毋有江、魏俊杰 著）
首版：2016年12月，ISBN 978-7-309-11163-7，1157页 
再版：2017年9月，ISBN 978-7-309-12968-7，1347页 
5. 隋代卷 （施和金 著）
首版：2009年8月，ISBN 978-7-309-05597-9，577页 
再版：2017年9月，ISBN 978-7-309-12697-6，578页 
6. 唐代卷（两册） （郭声波 著）
首版：2012年5月，ISBN 978-7-309-05598-6，1514页 
再版：2017年9月，ISBN 978-7-309-12698-3，1599页 
7. 五代十国卷 （李晓杰 著）
首版：2014年12月，ISBN 978-7-309-10523-0，1133页 
再版：2017年9月，ISBN 978-7-309-12681-5，1133页 
8. 宋西夏卷 （李昌宪 著）
首版：2007年8月，ISBN 978-7-309-05599-3，800页 
再版：2017年9月，ISBN 978-7-309-12699-0，801页 
9. 辽金卷 （余蔚 著）
首版：2012年5月，ISBN 978-7-309-05600-6，959页 
再版：2017年9月，ISBN 978-7-309-12700-3，959页 
10. 元代卷 （李治安、薛磊 著）
首版：2009年4月，ISBN 978-7-309-05601-3，376页 
再版：2017年9月，ISBN 978-7-309-12701-0，377页 
11. 明代卷 （郭红、靳润成 著）
首版：2007年8月，ISBN 978-7-309-05602-0，839页 
再版：2017年9月，ISBN 978-7-309-12702-7，969页 
12. 清代卷 （傅林祥、林涓、任玉雪、王卫东 著）
首版：2013年10月，ISBN 978-7-309-05603-7，794页 
再版：2017年9月，ISBN 978-7-309-12703-4，796页 
13. 中华民国卷 （傅林祥、郑宝恒 著）
首版：2007年8月，ISBN 978-7-309-05604-4，797页 
再版：2017年9月，ISBN 978-7-309-12704-1，801页